# Yougoslavie au Concours Eurovision de la chanson 1965
La Yougoslavie a participé au Concours Eurovision de la chanson 1965 le 20 mars à Naples, en Italie. C'est la 5e participation yougoslave au Concours Eurovision de la chanson.
Le pays est représenté par le chanteur Vice Vukov et la chanson Čežnja, sélectionnés par Radiotelevizija Zagreb au moyen d'une finale nationale.

## Sélection

### Pjesma Eurovizije 1965
Le radiodiffuseur yougoslave croate, Radiotelevizija Zagreb (RTV Zagreb), organise la finale nationale Pjesma Eurovizije 1965 (« La chanson de l'Eurovision 1965 ») pour la Jugoslovenska Radio-Televizija (JRT, « Radio-télévision yougoslave ») afin de sélectionner l'artiste et la chanson représentant la Yougoslavie au Concours Eurovision de la chanson 1965.
Pjesma Eurovizije 1965, présenté par Željka Marković a lieu le 6 février 1965 à Zagreb.

#### Finale
Huit artistes et quatorze chansons participent à cette finale nationale. Les chansons sont interprétées en serbo-croate, en slovène et en macédonien, langues officielles de la Yougoslavie.
| Ordre | Artiste                      | Chanson                                     | Langue       | Traduction                         | Points | Place |
| ----- | ---------------------------- | ------------------------------------------- | ------------ | ---------------------------------- | ------ | ----- |
| 1     | Vice Vukov                   | Čežnja (Чежња)                              | Serbo-croate | Désir                              | 16     | 1     |
| 2     | Marjana Deržaj               | Skrat pri klavirju                          | Slovène      | Farfadet au piano                  | NC     | NC    |
| 3     | Đorđe Marjanović (en)        | Proletno vetre (Пролетно ветре)             | Macédonien   | Vent de printemps                  | NC     | NC    |
| 4     | Mara Popović & Trio Ivanović | Osjećam se sam (Осјећам се сам)             | Serbo-croate | Je me sens seule                   | NC     | NC    |
| 5     | Vice Vukov                   | Putuju dani i rijeke (Путују дани и ријеке) | Serbo-croate | Les jours et les rivières voyagent | NC     | NC    |
| 6     | Gabi Novak (en)              | Prvi snijeg (Први снијег)                   | Serbo-croate | Première neige                     | 9      | 2     |
| 7     | Marjana Deržaj               | To je moj zlati sin                         | Slovène      | C'est mon fils prodige             | NC     | NC    |
| 8     | Đorđe Marjanović             | Stari kraj (Стари крај)                     | Serbo-croate | Vieille place                      | NC     | NC    |
| 9     | Lado Leskovar                | Sonata                                      | Serbo-croate |                                    | NC     | NC    |
| 10    | Lado Leskovar                | Vetar sa planine                            | Serbo-croate | Le vent de la colline              | NC     | NC    |
| 11    | Vice Vukov                   | Leni (Лени)                                 | Macédonien   | –                                  | NC     | NC    |
| 12    | Vice Vukov                   | O, drugar moj (О, другар мој)               | Macédonien   | Oh, mon ami                        | NC     | NC    |
| 13    | Marjana Deržaj               | Vzemi moj nasmeh                            | Slovène      | Prends mon sourire                 | NC     | NC    |
| 14    | Krsta Petrović (sh)          | U moru bih spavao (У мору бих спавао)       | Serbo-croate | Je dormirais dans la mer           | NC     | NC    |

Lors de cette sélection, c'est la chanson Čežnja interprétée par Vice Vukov qui fut choisie avec Radivoj Spasić comme chef d'orchestre.

## À l'Eurovision
Chaque jury national attribue un, trois ou cinq points à ses trois chansons préférées.

### Points attribués par la Yougoslavie
| 5 points | France  |
| 3 points | Irlande |
| 1 point  | Monaco  |

### Points attribués à la Yougoslavie
| 5 points | 3 points | 1 point             |
| -------- | -------- | ------------------- |
|          |          | - France - Portugal |

Vice Vukov interprète Čežnja en 17e position lors de la soirée du concours, suivant la Finlande et précédant la Suisse.
Au terme du vote final, la Yougoslavie termine 12e sur 18 pays, ayant reçu 2 points,.